# チリ国鉄

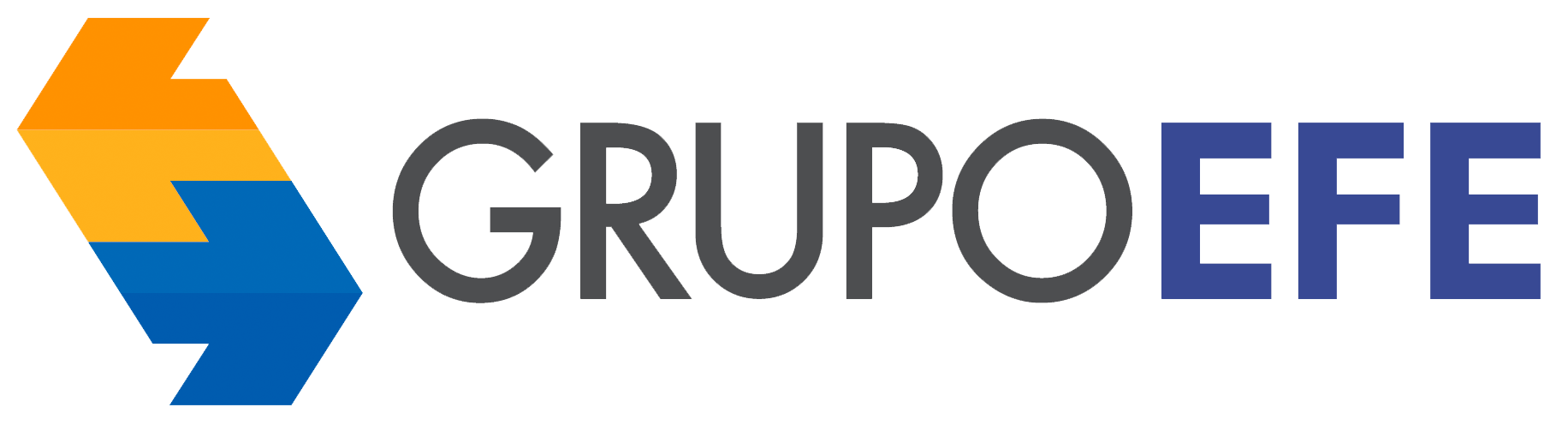
チリ国鉄グループのロゴマーク

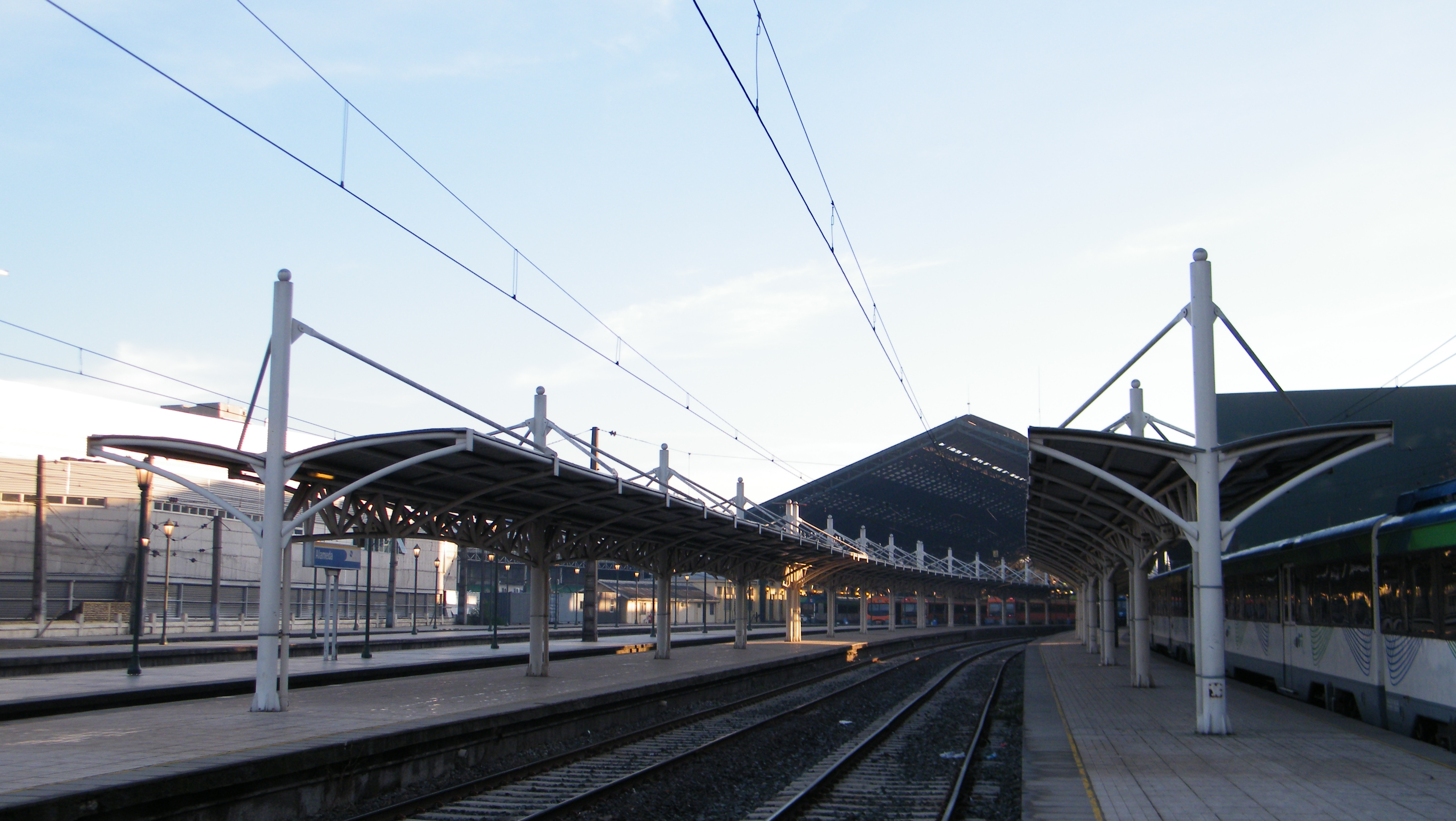
チリ国鉄の拠点であるサンティアゴ中央(アラメダ)駅のホーム

チリ国鉄（チリこくてつ、スペイン語: Empresa de los Ferrocarriles del Estado（国有鉄道会社の意味）、略称EFE）は、チリの国有鉄道である。軌間は、中南部で主に広軌の1,676 mm（5フィート6インチ）を、北部や中南部の一部路線でメーターゲージ（1,000 mm、3フィート33⁄8インチ）を採用している。

## 歴史
チリの鉄道は、1852年に民間の事業者により銀鉱山の町コピアポと港町カルデラ (Caldera) を結ぶ路線が開通したことに始まる。また首都サンティアゴとその外港バルパライソを結ぶ路線も1855年から1863年にかけて開通した。その後、チリ政府はサンティアゴから人口と産業の集中する南部へ向けて路線網を建設するために民間の請負業者を募集し建設に当たらせたが、この民間会社が資金難に陥ったために1873年に買収して国有化し、1884年1月4日に国有鉄道会社 (EFE) が成立した。この南部への鉄道網は1,676 mm軌間で建設された。
一方、最初に建設されたコピアポ - カルデラ間を含む北部の鉄道網も建設が進んだ。しかしチリ北部は南部に比べて人口が希薄であり、南部では支線網も積極的に建設されたのに対して北部ではあまり路線網の建設は進まなかった。北部は人口が少ない代わりに豊かな資源が存在しており、その建設計画の結果、硝酸ナトリウム（硝石）を輸送する鉄道、鉄や銅の鉱石を輸送する鉄道、これらを連絡して縦貫鉄道を形成する目的で建設された鉄道、ペルーやボリビアなどと結ぶ国際鉄道などが建設されることになった。鉱山と港やほかの鉄道を繋ぐ鉄道の多くの軌間はばらばらであり、それらに採用された軌間は南部の鉄道網と同じ1,676 mm、国際的な標準である1,435 mm、あまり採用例の多くない1,270 mm、当時イギリスの支援の元で世界各地の山岳鉄道などに採用されていた1,067 mm、南部の支線にも見られた1,000 mm、輸送量の多くない路線で採用されていた762 mmなどがあった。蒸気機関車に適した燃料が不足していたことから初期から電化やディーゼル化が検討されたり、海岸から山への急勾配を克服するためにインクラインを設置したりと様々な工夫がなされた。
1879年から1884年にかけて、ペルーとボリビアの同盟とチリとの間で太平洋戦争が戦われ、チリが勝利したことから両国から領土の割譲を受けた。割譲された地方を含むチリ北部には前述の通り鉱物資源が豊かな地域が多く、戦略的な観点からも船ではなく鉄道による輸送体制を整備することが求められた。しかし検討と議論ばかりが繰り返され、実際に議会で関連法案が成立したのは1908年のことであった。その後、急速に路線網の整備が進められ、1913年にはイキケからプエルトモントまで南北を縦貫する鉄道網が一応であるものの完成した。これら北部への鉄道は、バルパライソ - サンティアゴ間の幹線にあるラ・カレラ (La Calera)駅 から分岐していた。ラ・カレラからバルパライソ及びプエルトモントまでは1,676 mm軌間の鉄道が続いており、国鉄が一元的に運営を行っていた。これに対してラ・カレラ以北は線路がつながったとはいえ軌間はばらばらであり、区間によって運営事業者も異なっているという状態であったが、鉄道の運行に利益を見出せなかった民間鉄道会社を国鉄が買収していったことにより、次第に運営体制は一元化されていった。それと並行して軌間を1,000 mmに統一し、途中に存在していたラック式鉄道の区間を解消するなどの一貫した縦貫鉄道としての機能を発揮するための改良も行われたが、それの完成には第二次世界大戦後まで掛かった。
チリと隣国を結ぶ鉄道の建設も進められたが、これはアンデス山脈を越える険しい地形のために困難なものとなった。アリカとペルーのタクナを結ぶタクナ-アリカ鉄道 (Tacna-Arica Railway) は、ペルー領内の鉄道としてイギリスの会社により1856年に軌間1,435 mmで建設されたが、太平洋戦争の結果アリカはチリ領となった。その後もアリカまでの全区間をペルー側が管理して運行している。
ボリビアとの間では、チリの港町アントファガスタとボリビアの首都ラパスを結ぶアントファガスタ-ボリビア鉄道 (Ferrocarril de Antofagasta a Bolivia) が1873年に開通した。また太平洋戦争の結果としてボリビアは海への出口を失ったことから、1904年に結ばれた講和条約によりチリは補償としてアリカ - ラパス間の鉄道（アリカ-ラパス鉄道 Ferrocarril Arica-La Paz）を建設することになり、1913年に開通した。
アルゼンチンとの間では、バルパライソとアルゼンチンの首都ブエノスアイレスを結ぶアンデス横断鉄道（Ferrocarril Trasandino Los Andes-Mendoza）が困難な工事の末に1910年に開通した。1948年にはアントファガスタとサルタを結ぶ路線も開通した。
1927年にチリの鉄道網は史上最高の9.009 kmの延長に達した。しかしその後は次第に減少の傾向をたどることになった。1970年代の初めまでは、鉄道は陸上輸送における独占的な地位を維持していたが、政府が道路の整備に注力して鉄道に対する投資が不十分となり、鉄道網の設備や車両の老朽化が進んでいった。チリ国鉄自身の非効率な経営もあり、1980年代になると中南部では収益性の低い路線の旅客営業廃止や休止などが行われるようになった。
北部の国鉄の鉄道網では、1975年にイキケまでの旅客列車の運行がなくなり、1978年には全ての路線において定期の旅客列車が全廃された。何度かの組織変更の後、1982年にチリ北部地域鉄道 (Ferrocarril Regional del Norte de Chile) の運営なった。1990年1月1日付けで、この北部の国鉄路線網は完全に民営化され、Ferronorにより貨物列車と臨時の旅客列車の運行が行われている。なお、一部の鉱山と港を結ぶ路線とアントファガスタ・ボリビア鉄道はチリ国鉄に併合されず、従来通り民間企業により運営されており、そのうちの一つの軌間は1,067 mmである。
1992年に法改正が行われてチリ国鉄は大幅な経営権を与えられた。1994年にはチリ国鉄の子会社である貨物鉄道会社の太平洋鉄道 (Ferrocarril del Pacífico) の過半数の株式が民間に売却され、バルパライソ - サンティアゴ以南の貨物輸送および軌道保守を担当している。さらに1995年にはチリ国鉄は機能ごとの子会社に分割され、各社によって鉄道事業が行われるようになった。
中南部の1,676 mmの鉄道網では日本からの円借款を利用して、1994年から1999年にかけて軌道の修復が進められた。これにより安全性と最高速度が向上し、スペインから導入した新型電車（スペインで使用された中古車両をスペインで新車同然にリニューアル）を高頻度で運転させることによって、都市近郊や中距離における利用客が急増した。一方で長距離の旅客輸送は不採算部門とみなされており、サンティアゴとコンセプシオンやプエルトモントとの間に長い間運行されていた寝台車を連結する定期の夜行列車は2003年に全て廃止され、2007年には夜行列車自体が季節運行となった。
安定した政治・経済状況により、チリ国鉄は史上最大の投資プログラムを2005年12月に完了した。投資額は2003年から2005年までの間に10億米ドルにのぼり、通勤輸送網の能力拡大と長距離輸送の改善に用いられた。

## 子会社一覧とその運行路線一覧
チリ国鉄の子会社で、鉄道運輸事業を行っているものを表に示す。

### 旅客
| 会社名                                        | 運行路線/列車名（ブランド名）                                               | 種類                                                 | 軌間    | 運行地域                                                                               |
| --------------------------------------------- | --------------------------------------------------------------------------- | ---------------------------------------------------- | ------- | -------------------------------------------------------------------------------------- |
| Metro Regional de Valparaíso S.A.             | Merval（バルパライソ近郊鉄道）                                              | 近郊電車                                             | 1676 mm | バルパライソ州                                                                         |
| Trenes Metropolitanos S.A. (トレンセントラル) | ・メトロトレン メトロトレン・ノス メトロトレン・ランカグア                  | 近郊電車                                             | 1676 mm | 首都州/リベルタドール・ベルナルド・オイギンス州                                        |
| Trenes Metropolitanos S.A. (トレンセントラル) | メリトレン 2025年運行開始予定                                               | 近郊電車                                             | 1676 mm | 首都州                                                                                 |
| Trenes Metropolitanos S.A. (トレンセントラル) | サンティアゴ - バトゥコ電車 2023年運行開始予定）                            | 近郊電車                                             | 1676 mm | 首都州                                                                                 |
| Trenes Metropolitanos S.A. (トレンセントラル) | テラスール                                                                  | 中・長距離電車                                       | 1676 mm | 首都州/リベルタドール・ベルナルド・オイギンス州/マウレ州/ビオビオ州                    |
| Trenes Metropolitanos S.A. (トレンセントラル) | サンティアゴ・テムコ列車                                                    | 長距離列車（夜行）                                   | 1676 mm | 首都州/リベルタドール・ベルナルド・オイギンス州/マウレ州/ビオビオ州/ラ・アラウカニア州 |
| Trenes Metropolitanos S.A. (トレンセントラル) | タルカ-コンスティトゥシオン支線（ブスカリル）                               | ローカル普通列車（気動車）                           | 1000 mm | マウレ州/ビオビオ州                                                                    |
| Ferrocarriles del Sur S.A. (FESUR)            | ビオトレン                                                                  | 近郊電車                                             | 1676 mm | ビオビオ州/ラ・アラウカニア州                                                          |
| Ferrocarriles del Sur S.A. (FESUR)            | コルト・ラハ                                                                | ローカル普通電車                                     | 1676 mm | ビオビオ州/ラ・アラウカニア州                                                          |
| Ferrocarriles del Sur S.A. (FESUR)            | ビクトリア-テムコ-プエルトモント地域列車（テムコ-プエルトモント間は運休中） | ローカル普通列車（気動車）                           | 1676 mm | ビオビオ州/ラ・アラウカニア州                                                          |
| Ferrocarril Arica-La Paz S.A. (FCALP）        | アリカ-ラパス鉄道旅客列車（不定期）                                         | ローカル普通列車（機関車+客車の構成/貨物は国際列車） | 1000 mm | アリカ・イ・パリナコータ州                                                             |
| Tren del Vino                                 | ワイン列車                                                                  | 観光列車                                             | 1676 mm | リベルタドール・ベルナルド・オイギンス州                                               |
| Tren de la Araucanía                          | アラウカニア列車                                                            | 観光列車                                             | 1676 mm | ラ・アラウカニア州                                                                     |
| Tren del Recuerdo                             | 思い出列車                                                                  | 観光列車                                             | 1676 mm | 中南部各州                                                                             |

### 貨物
| 会社名                                            | 運行地域 |
| ------------------------------------------------- | --- |
| Ferrocarril del Pacífico (FEPASA)                 | バルパライソ州/首都州/リベルタドール・ベルナルド・オイギンス州/マウレ州/ビオビオ州/ラ・アラウカニア州/ロス・リオス州/ロス・ラゴス州 |
| Transporte Ferroviario Andrés Pirazolli (TRANSAP) | 首都州/リベルタドール・ベルナルド・オイギンス州/ビオビオ州                                                                          |

## 車両
- 電車に関してはチリ国鉄の電車を参照
- 機関車:
  - 1961年から1963年にかけてイタリアのブレダ社で製造された[17][17]E-30形及びE-32形電気機関車が主力で活躍している。

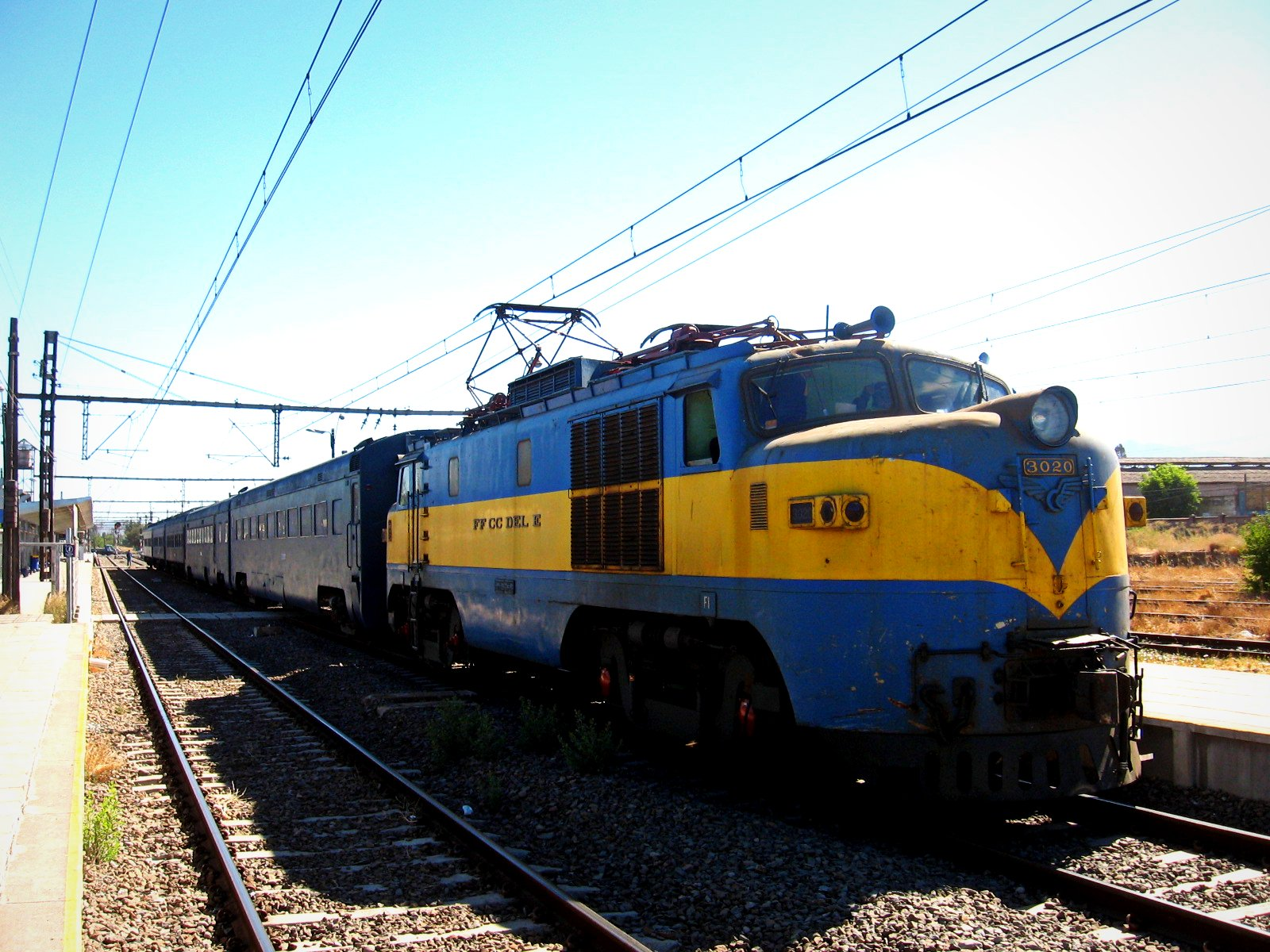
E-30形電気機関車牽引の列車

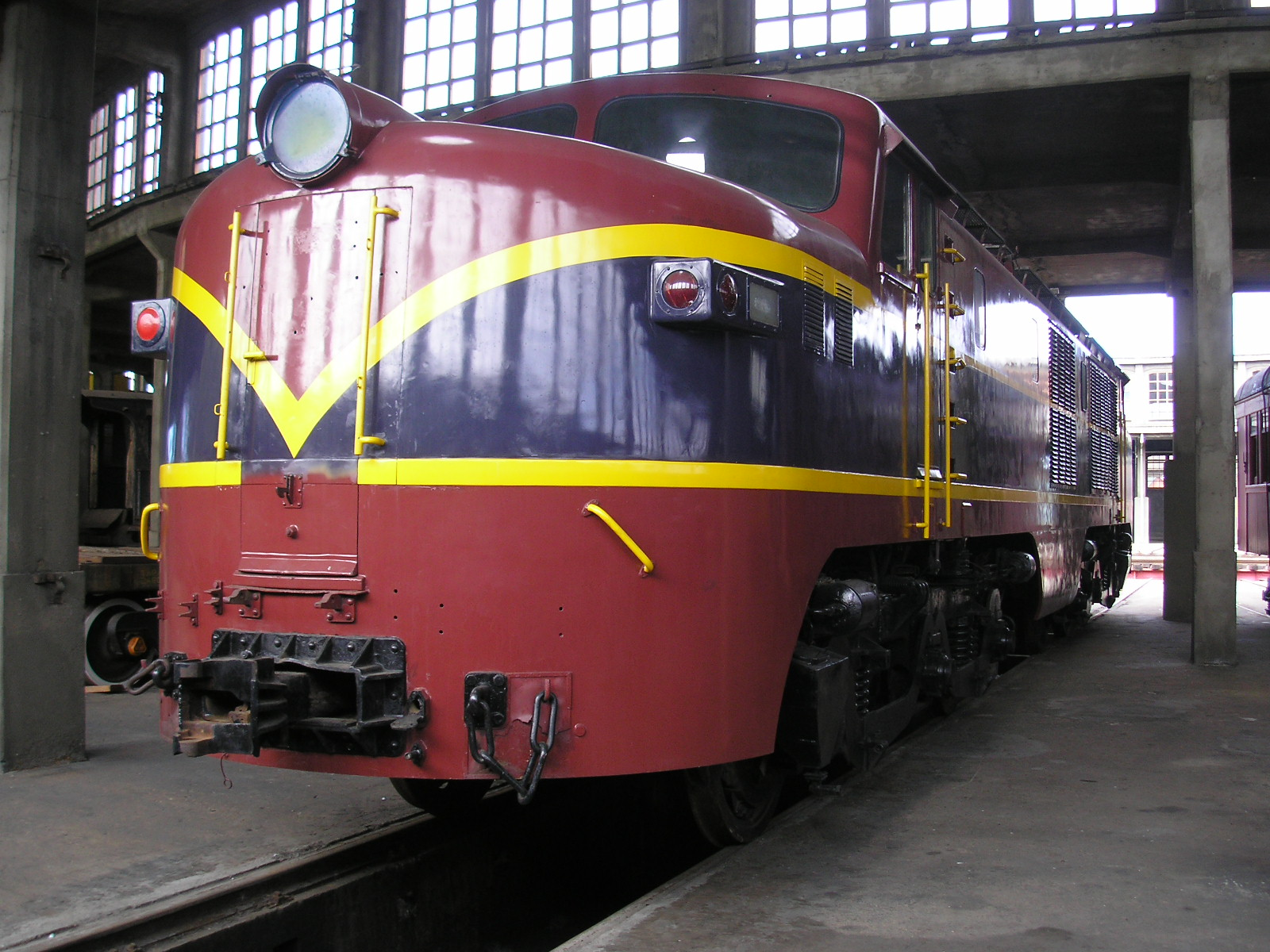
E-32形電気機関車

- - 2003年にスペイン国鉄より269形電気機関車を購入した。

- - GE製ディーゼル機関車D-16000形

- 客車:

1,676mm用

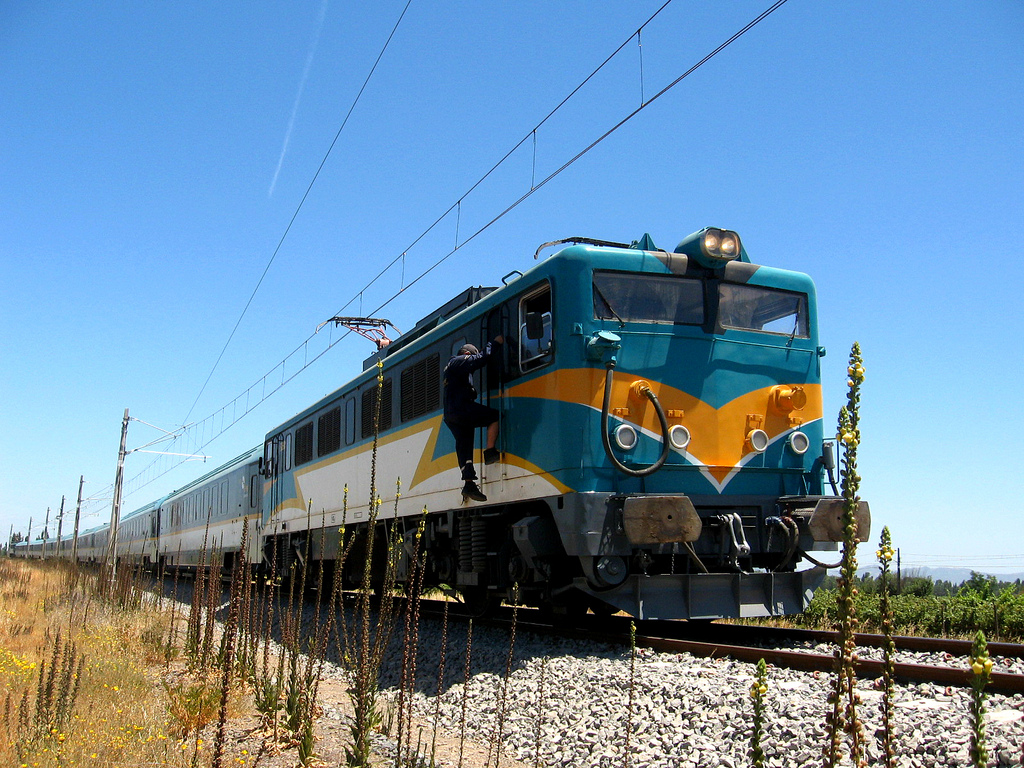
S-269形電気機関車が牽引する列車(機関車に不具合が発生し機関助手が外に出ている)

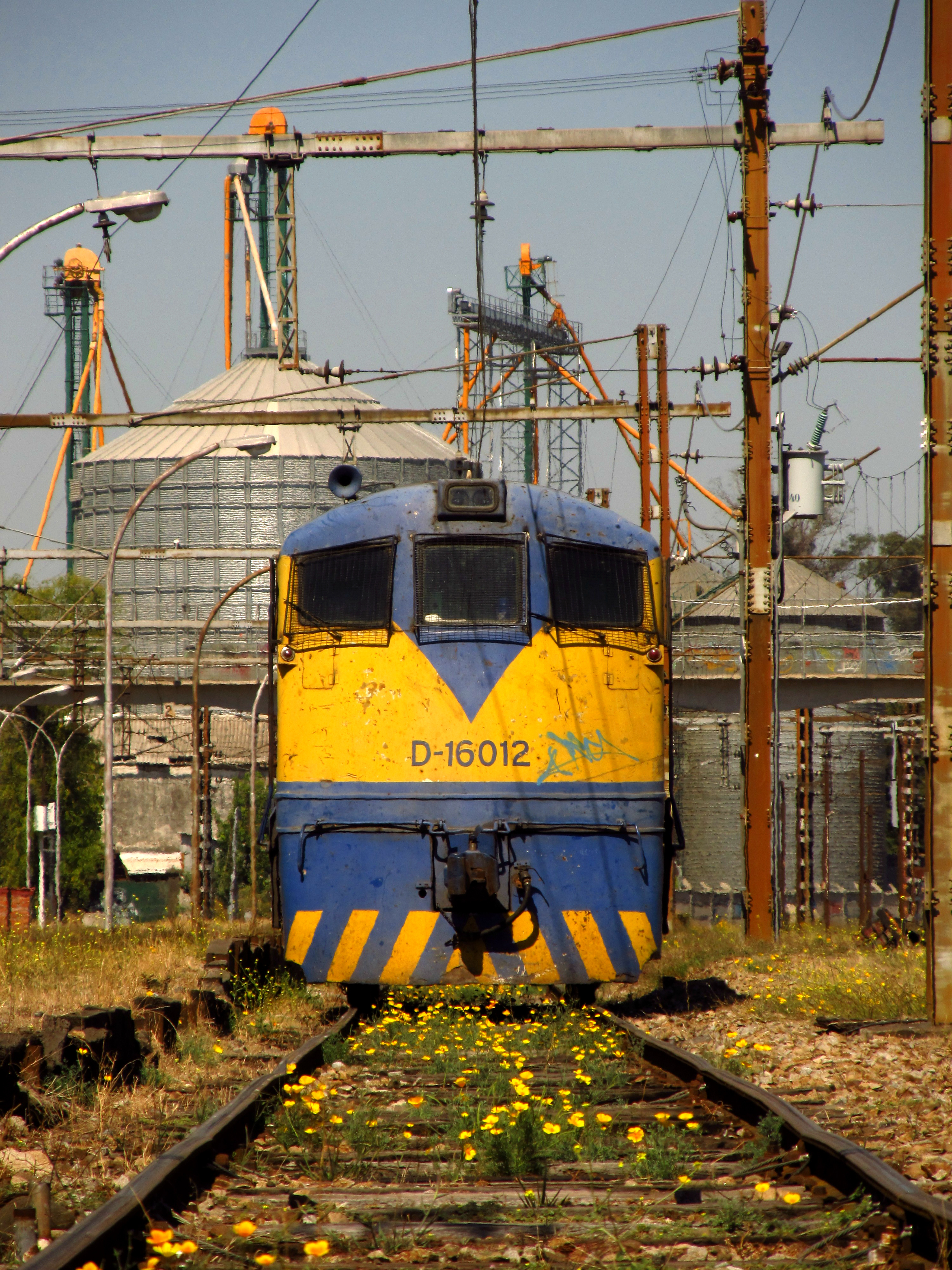
D-16000形ディーゼル機関車

- - 2003年よりサンティアゴ~テムコの季節夜行列車EFEテムコで使用されている元スペインのレンフェ10000形客車こと10000形客車

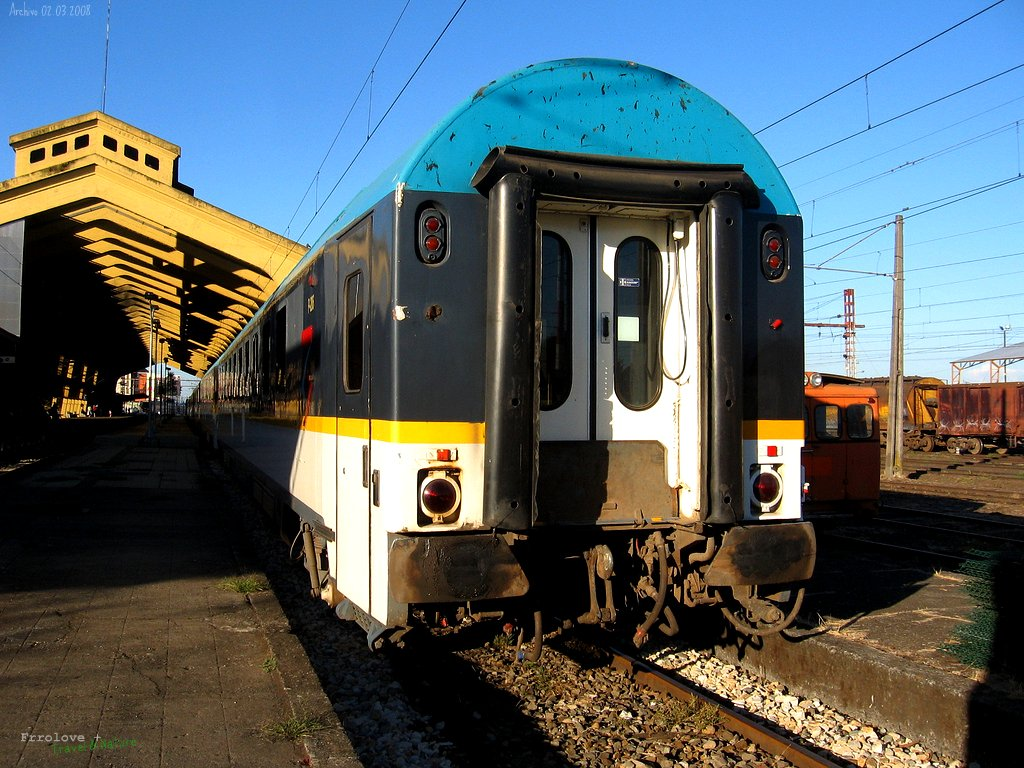
同客車

- - 2000年代初頭まで上記区間で主力として活躍したアルゼンチンのFiat-Materfer製客車

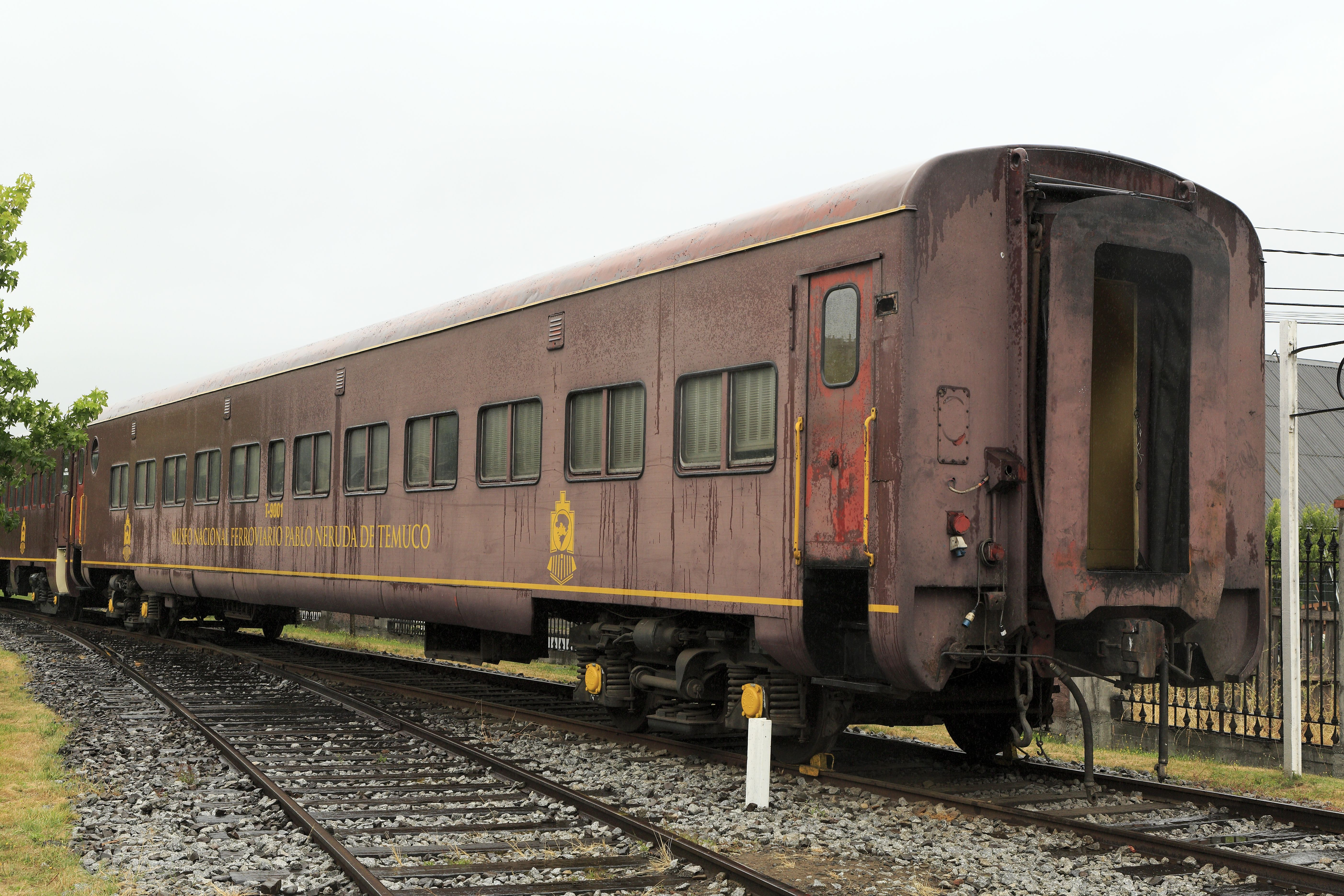
Fiat-Materfer製の客車"Fiat Concord"

- - 2003年までサンティアゴ~プエルトモントの夜行列車に連結されていたドイツ(この車両を製造した工場の所在地は現在のポーランドの一部である)・リンケホフマン製の寝台客車

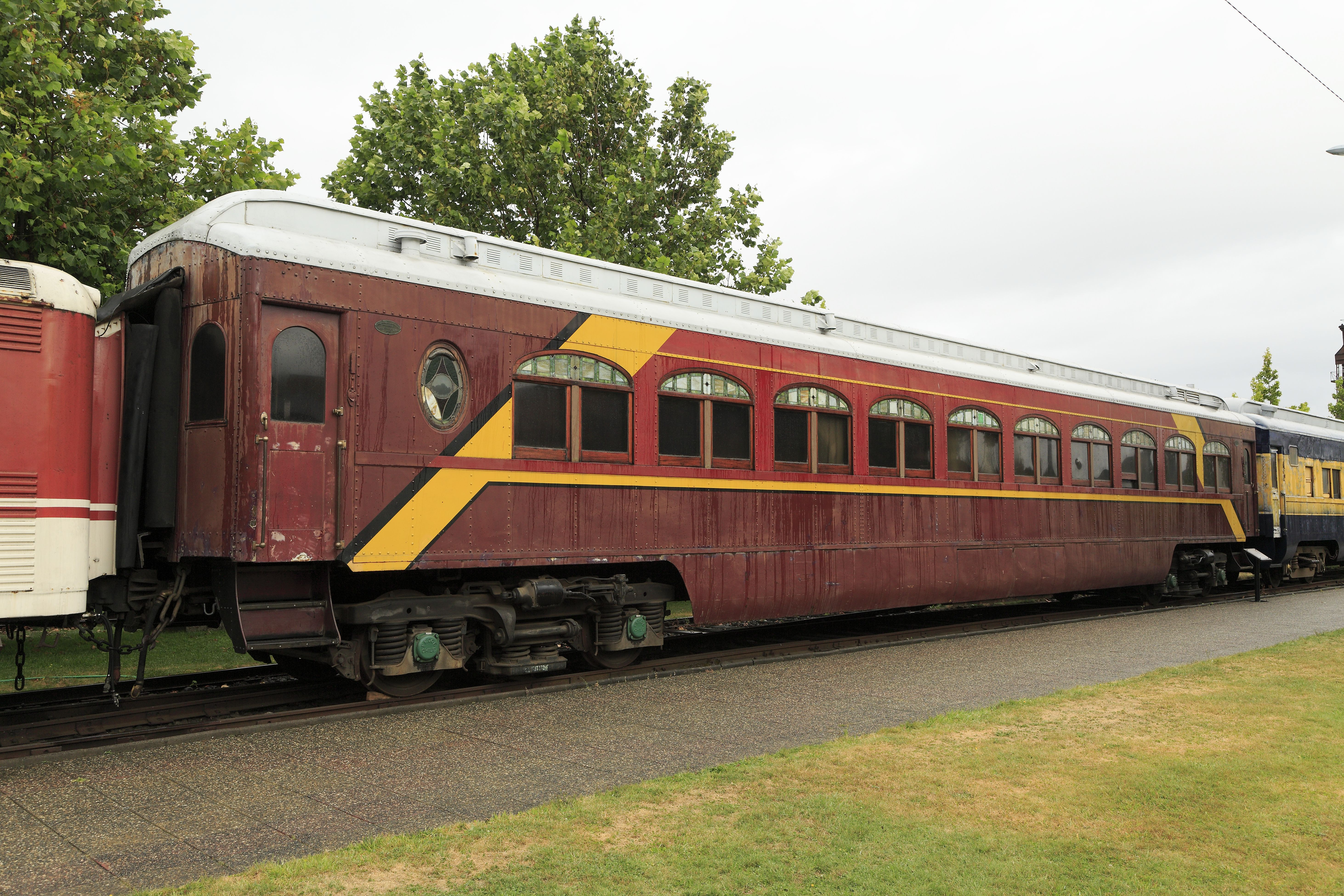
80年にわたり夜行列車で活躍したリンケホフマン製寝台客車(1923年製)

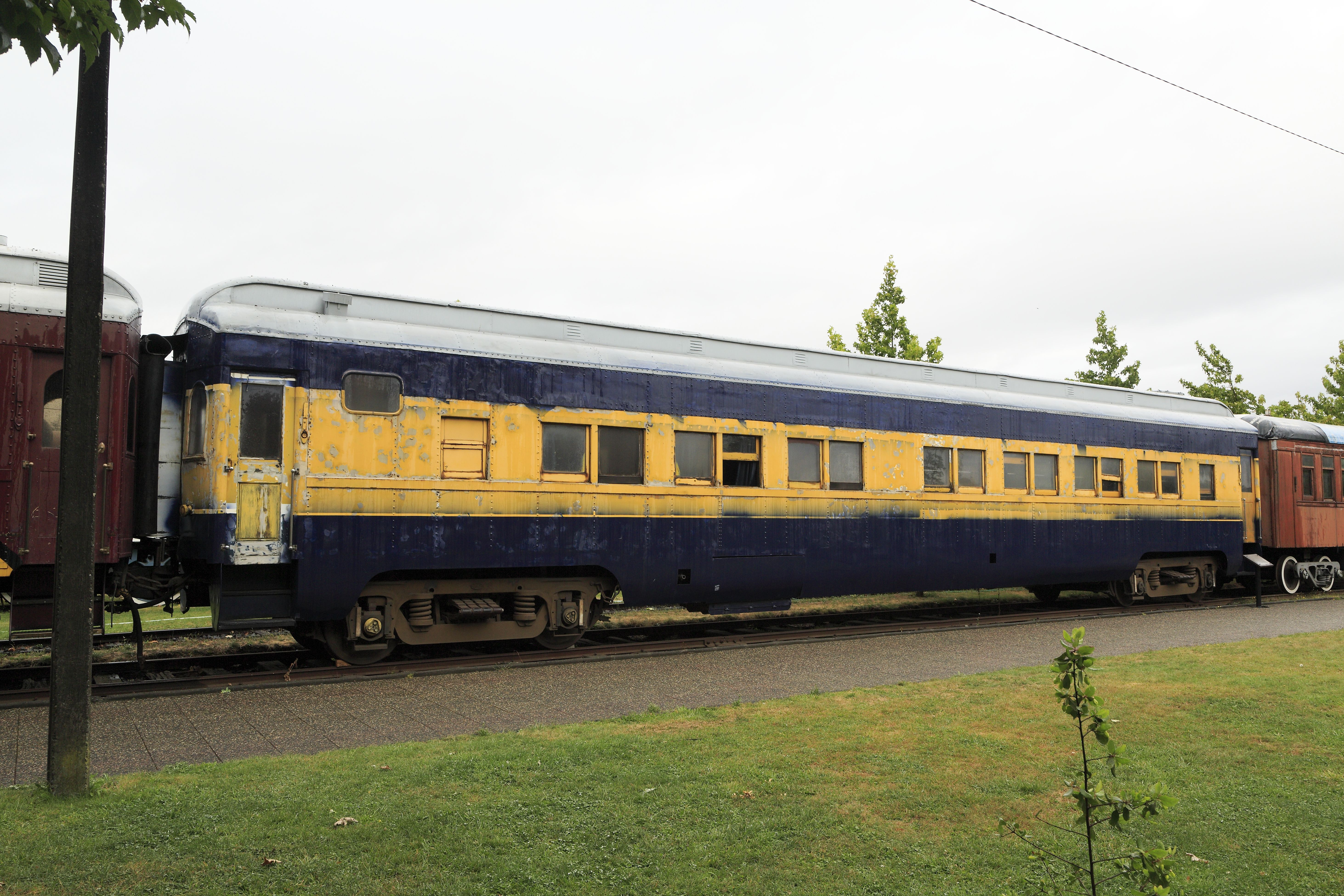
リンケホフマン製寝台客車(1935年製)

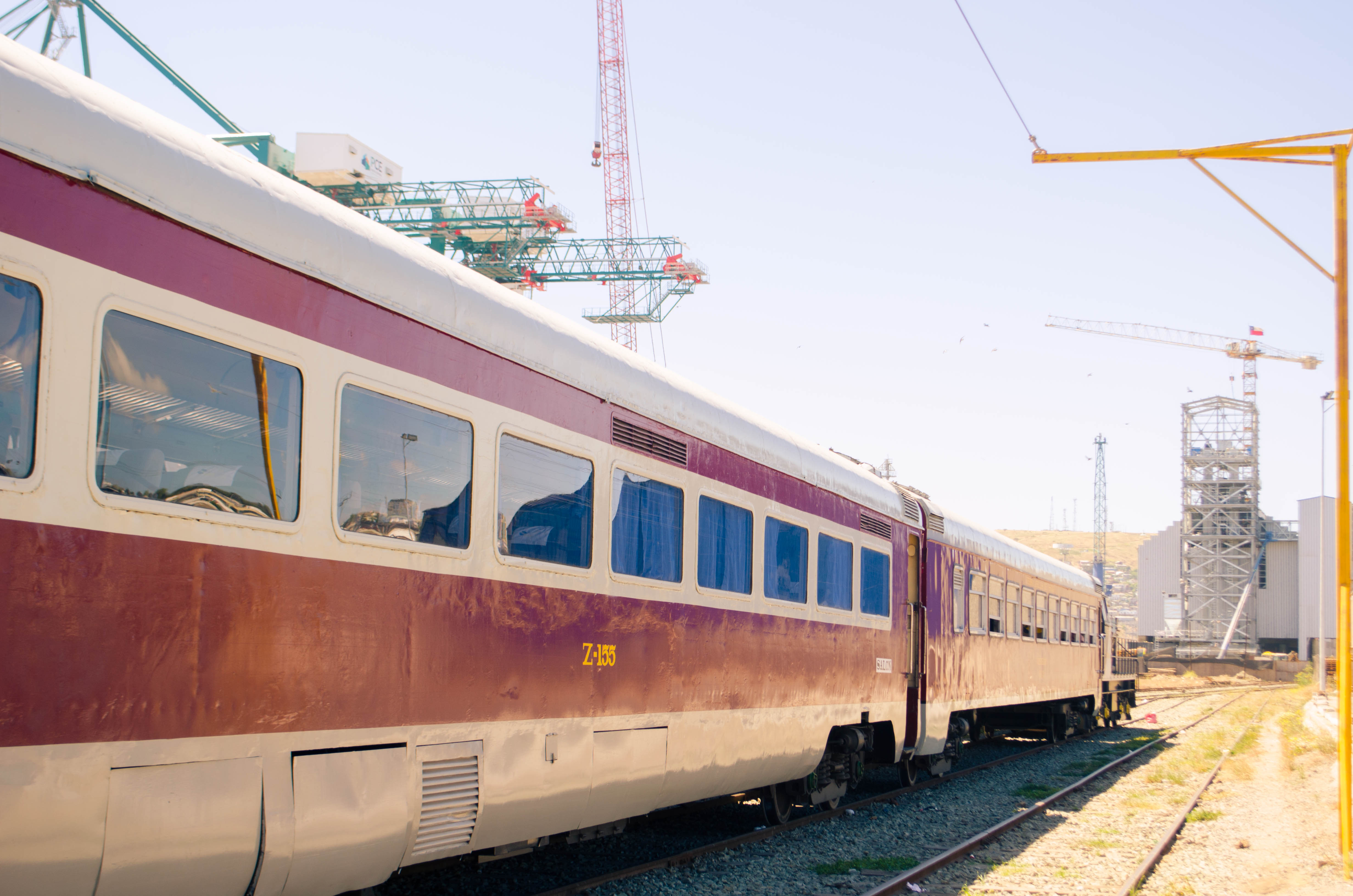
同客車

- - かつて主力として活躍し、現在は臨時列車に使用されるドイツ・リンケホフマン製の一等("Pullman")客車

- - かつて主力として活躍し、現在は臨時列車に使用される日本・汽車製造会社で製造された一等("Pullman")客車と食堂車
  - 車体がチリで製造された（木造客車の鋼体化）二等・三等客車"Coche SOCOMETAL"

1,000mm用

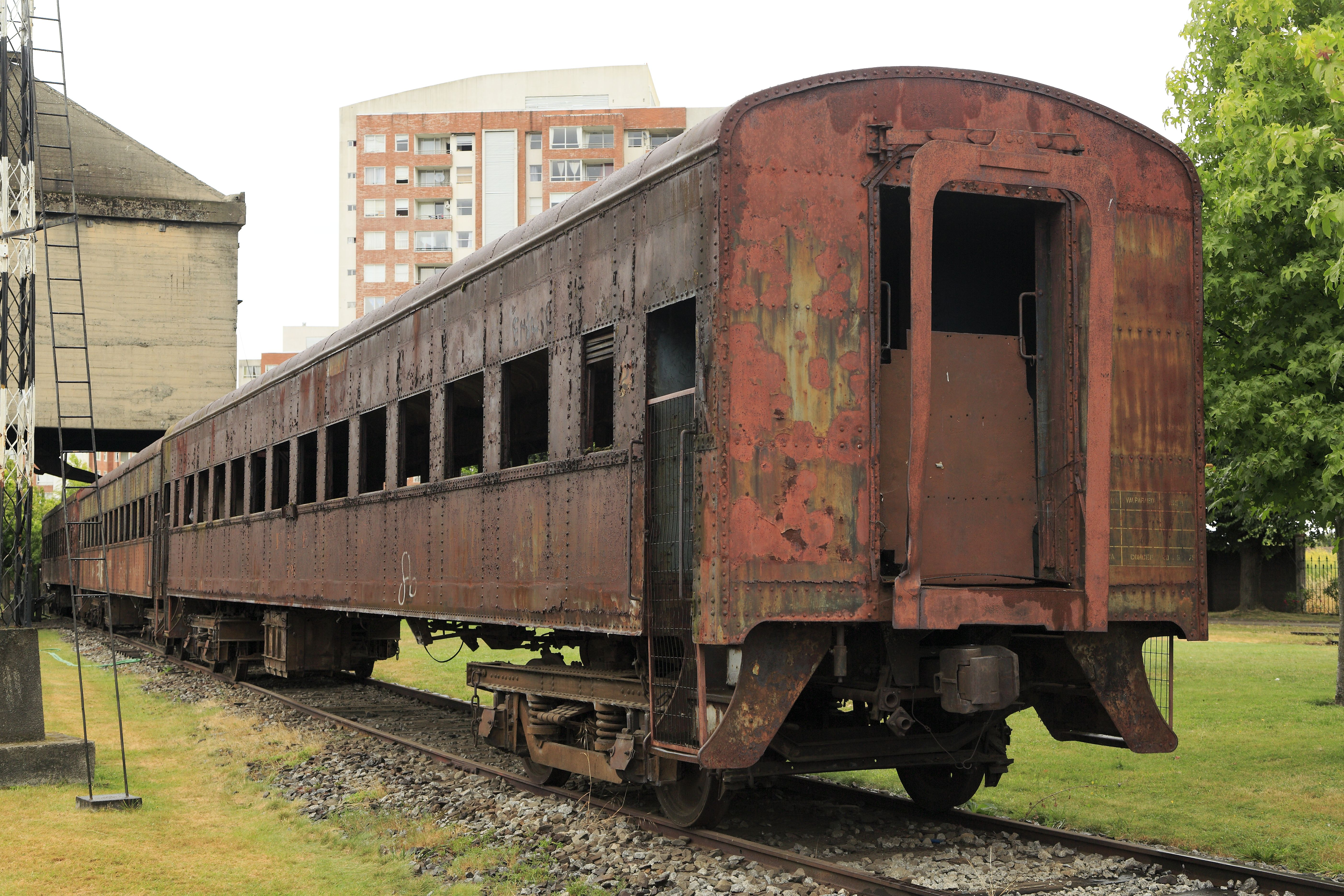
同客車(廃車)

- - ベルギー及びチリで製造された客車(上記の"Coche SOCOMETAL"客車を短くした車体)

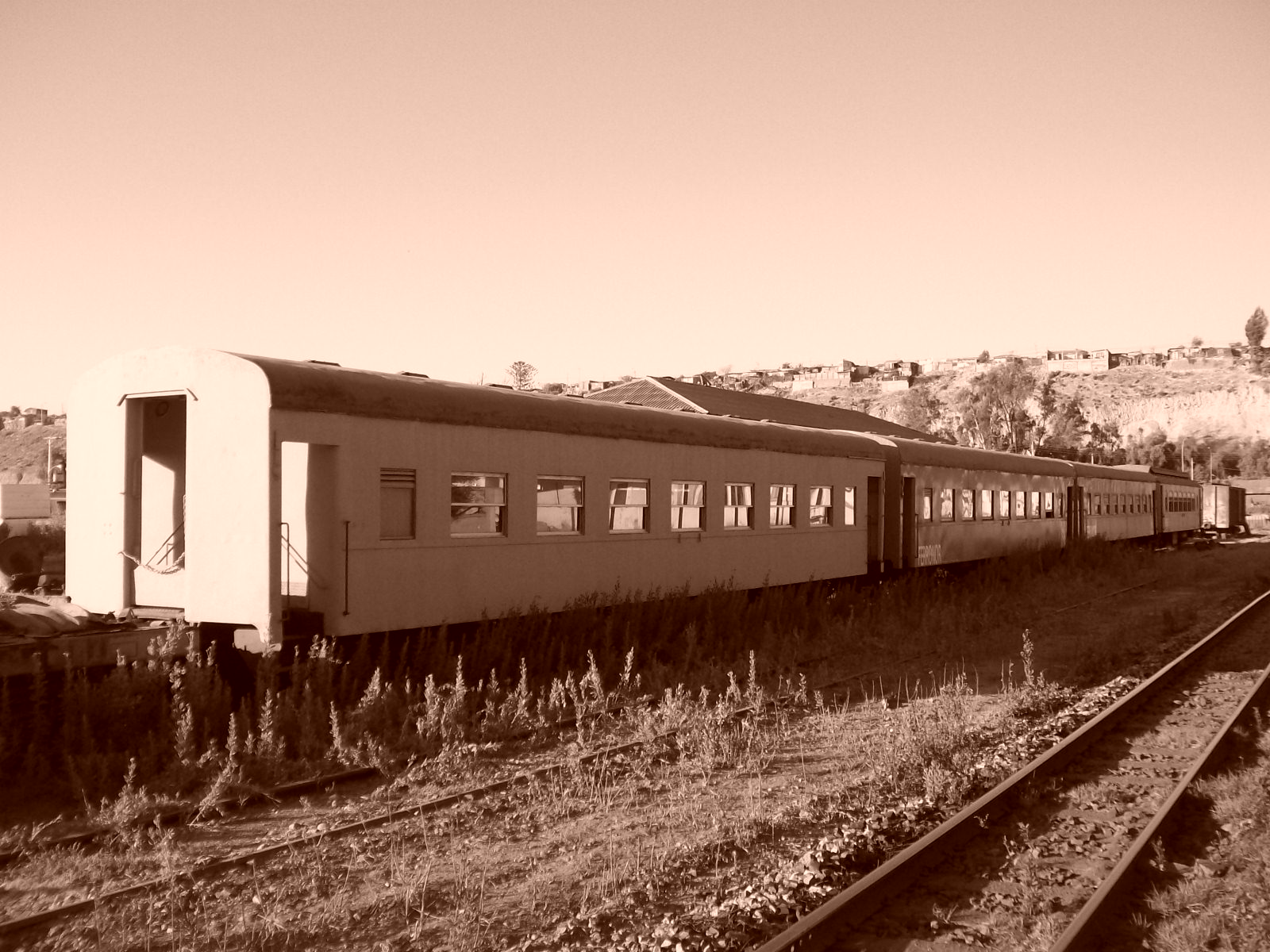
北部の狭軌路線を引き継いだFERRONORの臨時列車に使用される同客車

- - スイス製のADI型気動車から機関を降ろし客車に改造したもの(アリカ~ラパス鉄道で使用)

他多数